# Klasa A w piłce nożnej (2024/2025)
Klasa A w sezonie 2024/2025 odbywała się w 130 grupach, które były prowadzone przez poszczególne Wojewódzkie i/lub Okręgowe Związki Piłki Nożnej. Najlepsze drużyny awansowały do klasy okręgowej, natomiast najsłabsze drużyny były relegowane do klasy B.

## Zmiana ilości grup
W porównaniu do poprzedniego sezonu doszło do zmian w ilości grup:
- w województwie łódzkim doszło do reorganizacji nazewnictwa grup z jednoczesnym zmniejszeniem ich ilości z 9 do 8;
- w okręgu rybnickim zwiększono ilość grup z 1 do 2.

Zmiany te nie wpłynęły na ilość grup klasy A.

## Zwycięzcy
| Okręg                          | Drużyna                        | Źródło                         | Szczegóły                      | Okręg                      | Drużyna                    | Źródło                     | Szczegóły                  | Okręg                           | Drużyna                         | Źródło                          | Szczegóły                       |
| Województwo dolnośląskie       | Województwo dolnośląskie       | Województwo dolnośląskie       | Województwo dolnośląskie       | Województwo mazowieckie    | Województwo mazowieckie    | Województwo mazowieckie    | Województwo mazowieckie    | Województwo warmińsko-mazurskie | Województwo warmińsko-mazurskie | Województwo warmińsko-mazurskie | Województwo warmińsko-mazurskie |
| ------------------------------ | ------------------------------ | ------------------------------ | ------------------------------ | -------------------------- | -------------------------- | -------------------------- | -------------------------- | ------------------------------- | ------------------------------- | ------------------------------- | ------------------------------- |
| Jelenia Góra I                 | Lechia Piechowice              | [ 1 ]                          | szczegóły                      | Ciechanów-Ostrołęka        | Narew 1962 II Ostrołęka    | [ 2 ]                      | szczegóły                  | warmińsko-mazurska I            | Mazur Wydminy                   | [ 3 ]                           | szczegóły                       |
| Jelenia Góra II                | Włókniarz Mirsk                | [ 4 ]                          | szczegóły                      | Płock                      | Lwówianka Lwówek           | [ 5 ]                      | szczegóły                  | warmińsko-mazurska II           | KS Tyrowo                       | [ 6 ]                           | szczegóły                       |
| Jelenia Góra III               | GKS Warta Bolesławiecka        | [ 7 ]                          | szczegóły                      | Radom I                    | Polonia Iłża               | [ 8 ]                      | szczegóły                  | warmińsko-mazurska III          | Warmia Olsztyn                  | [ 9 ]                           | szczegóły                       |
| Legnica I                      | LZS Komorniki                  | [ 10 ]                         | szczegóły                      | Radom II                   | MKS Wyśmierzyce            | [ 11 ]                     | szczegóły                  | warmińsko-mazurska IV           | MKS Działdowo                   | [ 12 ]                          | szczegóły                       |
| Legnica II                     | Sparta Rudna                   | [ 13 ]                         | szczegóły                      | Siedlce                    | Czarni Węgrów              | [ 14 ]                     | szczegóły                  | Województwo wielkopolskie       | Województwo wielkopolskie       | Województwo wielkopolskie       | Województwo wielkopolskie       |
| Legnica III                    | Jaworzanka 1946 Jawor          | [ 15 ]                         | szczegóły                      | Warszawa I                 | Ząbkovia II Ząbki          | [ 16 ]                     | szczegóły                  | wielkopolska I                  | Orzeł Osiek nad Notecią         | [ 17 ]                          | szczegóły                       |
| Wałbrzych I                    | Szczyt Boguszów-Gorce          | [ 18 ]                         | szczegóły                      | Warszawa II                | Victoria II Sulejówek      | [ 19 ]                     | szczegóły                  | wielkopolska II                 | Warta Wartosław                 | [ 20 ]                          | szczegóły                       |
| Wałbrzych II                   | Delta Słupice                  | [ 21 ]                         | szczegóły                      | Warszawa III               | Jedność Żabieniec          | [ 22 ]                     | szczegóły                  | wielkopolska III                | GKS Golęczewo                   | [ 23 ]                          | szczegóły                       |
| Wałbrzych III                  | MLKS Radków                    | [ 24 ]                         | szczegóły                      | Warszawa IV                | Partyzant Leszno           | [ 25 ]                     | szczegóły                  | wielkopolska IV                 | KSGB Manieczki                  | [ 26 ]                          | szczegóły                       |
| Wrocław I                      | Piast Żerniki                  | [ 27 ]                         | szczegóły                      | Województwo opolskie       | Województwo opolskie       | Województwo opolskie       | Województwo opolskie       | wielkopolska V                  | Okoń Sapowice                   | [ 28 ]                          | szczegóły                       |
| Wrocław II                     | Sparta Będkowo                 | [ 29 ]                         | szczegóły                      | opolska I                  | LZS Ligota Turawska        | [ 30 ]                     | szczegóły                  | wielkopolska VI                 | Tęcza/Osa Osieczna              | [ 31 ]                          | szczegóły                       |
| Wrocław III                    | KS Łozina                      | [ 32 ]                         | szczegóły                      | opolska II                 | Żubry Smarchowice Śląskie  | [ 33 ]                     | szczegóły                  | wielkopolska VII                | Błękitni Mąkolno                | [ 34 ]                          | szczegóły                       |
| Wrocław IV                     | Strzelinianka Strzelin         | [ 35 ]                         | szczegóły                      | opolska III                | LKS Goświnowice            | [ 36 ]                     | szczegóły                  | wielkopolska VIII               | Czarni Dobrzyca                 | [ 37 ]                          | szczegóły                       |
| Województwo kujawsko-pomorskie | Województwo kujawsko-pomorskie | Województwo kujawsko-pomorskie | Województwo kujawsko-pomorskie | opolska IV                 | Unia Krapkowice            | [ 38 ]                     | szczegóły                  | wielkopolska IX                 | KS Opatówek                     | [ 39 ]                          | szczegóły                       |
| Bydgoszcz I                    | Wisła Gruczno                  | [ 40 ]                         | szczegóły                      | opolska V                  | Swornica Czarnowąsy        | [ 41 ]                     | szczegóły                  | Województwo zachodniopomorskie  | Województwo zachodniopomorskie  | Województwo zachodniopomorskie  | Województwo zachodniopomorskie  |
| Bydgoszcz II                   | Czarni Wierzchosławice         | [ 42 ]                         | szczegóły                      | opolska VI                 | LZS Raszowa                | [ 43 ]                     | szczegóły                  | zachodniopomorska I             | Flota II Świnoujście            | [ 44 ]                          | szczegóły                       |
| Toruń                          | Drwęca Golub-Dobrzyń           | [ 45 ]                         | szczegóły                      | Województwo podkarpackie   | Województwo podkarpackie   | Województwo podkarpackie   | Województwo podkarpackie   | zachodniopomorska II            | FASE Szczecin                   | [ 46 ]                          | szczegóły                       |
| Włocławek                      | Cukrownik Fabianki             | [ 47 ]                         | szczegóły                      | Dębica                     | Dąbrówka Stara Jastrząbka  | [ 48 ]                     | szczegóły                  | zachodniopomorska III           | Orzeł Trzcińsko Zdrój           | [ 49 ]                          | szczegóły                       |
| Województwo lubelskie          | Województwo lubelskie          | Województwo lubelskie          | Województwo lubelskie          | Jarosław                   | Czarni Pawłosiów           | [ 50 ]                     | szczegóły                  | zachodniopomorska IV            | Pomorzanin 1964 Nowogard        | [ 51 ]                          | szczegóły                       |
| Biała Podlaska I               | KS Drelów                      | [ 52 ]                         | szczegóły                      | Krosno I                   | Górnik Strachocina         | [ 53 ]                     | szczegóły                  | zachodniopomorska V             | Piast Karsko                    | [ 54 ]                          | szczegóły                       |
| Biała Podlaska II              | Bizon Jeleniec                 | [ 55 ]                         | szczegóły                      | Krosno II                  | Karpaty Klimkówka          | [ 56 ]                     | szczegóły                  | zachodniopomorska VI            | Passat Bukowo Morskie           | [ 57 ]                          | szczegóły                       |
| Chełm                          | Eko Różanka                    | [ 58 ]                         | szczegóły                      | Krosno III                 | Strzelec Frysztak          | [ 59 ]                     | szczegóły                  | zachodniopomorska VII           | Pogoń Wierzchowo                | [ 60 ]                          | szczegóły                       |
| Lublin I                       | Stal II Kraśnik                | [ 61 ]                         | szczegóły                      | Lubaczów                   | Pogoń-Sokół II Lubaczów    | [ 62 ]                     | szczegóły                  | zachodniopomorska VIII          | Klon Krzęcin                    | [ 63 ]                          | szczegóły                       |
| Lublin II                      | Powiślak Końskowola            | [ 64 ]                         | szczegóły                      | Przemyśl                   | Fenix Leszno               | [ 65 ]                     | szczegóły                  |                                 |                                 |                                 |                                 |
| Lublin III                     | Piaskovia Piaski               | [ 66 ]                         | szczegóły                      | Przeworsk                  | Promyk Urzejowice          | [ 67 ]                     | szczegóły                  |                                 |                                 |                                 |                                 |
| Zamość                         | Sparta Łabunie                 | [ 68 ]                         | szczegóły                      | Rzeszów I                  | TS Głogów Małopolski       | [ 69 ]                     | szczegóły                  |                                 |                                 |                                 |                                 |
| Województwo lubuskie           | Województwo lubuskie           | Województwo lubuskie           | Województwo lubuskie           | Rzeszów II                 | Orzeł Wólka Niedźwiedzka   | [ 70 ]                     | szczegóły                  |                                 |                                 |                                 |                                 |
| Gorzów Wielkopolski I          | Pionier Zwierzyn               | [ 71 ]                         | szczegóły                      | Rzeszów III                | Smoczanka Mielec           | [ 72 ]                     | szczegóły                  |                                 |                                 |                                 |                                 |
| Gorzów Wielkopolski II         | Ilanka II Rzepin               | [ 73 ]                         | szczegóły                      | Stalowa Wola I             | San Wrzawy                 | [ 74 ]                     | szczegóły                  |                                 |                                 |                                 |                                 |
| Zielona Góra I                 | TS Przylep                     | [ 75 ]                         | szczegóły                      | Stalowa Wola II            | Unia Nowa Sarzyna          | [ 76 ]                     | szczegóły                  |                                 |                                 |                                 |                                 |
| Zielona Góra II                | Dozamet II Nowa Sól            | [ 77 ]                         | szczegóły                      | Województwo podlaskie      | Województwo podlaskie      | Województwo podlaskie      | Województwo podlaskie      |                                 |                                 |                                 |                                 |
| Zielona Góra III               | Granica Żarki Wielkie          | [ 78 ]                         | szczegóły                      | podlaska I                 | ŁKS II Łomża               | [ 79 ]                     | szczegóły                  |                                 |                                 |                                 |                                 |
| Województwo łódzkie            | Województwo łódzkie            | Województwo łódzkie            | Województwo łódzkie            | podlaska II                | KS II Wasilków             | [ 80 ]                     | szczegóły                  |                                 |                                 |                                 |                                 |
| łódzka I                       | Bzura Ozorków                  | [ 81 ]                         | szczegóły                      | podlaska III               | Bocian Boćki               | [ 82 ]                     | szczegóły                  |                                 |                                 |                                 |                                 |
| łódzka II                      | PSV Łódź                       | [ 83 ]                         | szczegóły                      | Województwo pomorskie      | Województwo pomorskie      | Województwo pomorskie      | Województwo pomorskie      |                                 |                                 |                                 |                                 |
| łódzka III                     | Lechia II Tomaszów Mazowiecki  | [ 84 ]                         | szczegóły                      | Gdańsk I                   | Bałtyk II Gdynia           | [ 85 ]                     | szczegóły                  |                                 |                                 |                                 |                                 |
| łódzka IV                      | GUKS Gorzkowice                | [ 86 ]                         | szczegóły                      | Gdańsk II                  | Jaguar II Gdańsk           | [ 87 ]                     | szczegóły                  |                                 |                                 |                                 |                                 |
| łódzka V                       | LUKS Bałucz                    | [ 88 ]                         | szczegóły                      | Gdańsk III                 | MKP Szlachta               | [ 89 ]                     | szczegóły                  |                                 |                                 |                                 |                                 |
| łódzka VI                      | LKS Wierzchlas                 | [ 90 ]                         | szczegóły                      | Gdańsk IV                  | Delta Miłoradz             | [ 91 ]                     | szczegóły                  |                                 |                                 |                                 |                                 |
| łódzka VII                     | Victoria Bielawy               | [ 92 ]                         | szczegóły                      | Słupsk I                   | Stal Jezierzyce            | [ 93 ]                     | szczegóły                  |                                 |                                 |                                 |                                 |
| łódzka VIII                    | Orlęta Cielądz                 | [ 94 ]                         | szczegóły                      | Słupsk II                  | Chojniczanka III Chojnice  | [ 95 ]                     | szczegóły                  |                                 |                                 |                                 |                                 |
| Województwo małopolskie        | Województwo małopolskie        | Województwo małopolskie        | Województwo małopolskie        | Województwo śląskie        | Województwo śląskie        | Województwo śląskie        | Województwo śląskie        |                                 |                                 |                                 |                                 |
| Chrzanów                       | LKS Żarki                      | [ 96 ]                         | szczegóły                      | Bielsko-Biała              | KS Bestwinka               | [ 97 ]                     | szczegóły                  |                                 |                                 |                                 |                                 |
| Kraków I                       | Orzeł Bębło                    | [ 98 ]                         | szczegóły                      | Bytom                      | UKS Ruch Radzionków        | [ 99 ]                     | szczegóły                  |                                 |                                 |                                 |                                 |
| Kraków II                      | Liszczanka Liszki              | [ 100 ]                        | szczegóły                      | Częstochowa I              | Pogoń 1947 Kłomnice        | [ 101 ]                    | szczegóły                  |                                 |                                 |                                 |                                 |
| Kraków III                     | Nadwiślan Kraków               | [ 102 ]                        | szczegóły                      | Częstochowa II             | Warta Poraj                | [ 103 ]                    | szczegóły                  |                                 |                                 |                                 |                                 |
| Limanowa                       | Gorce Kamienica                | [ 104 ]                        | szczegóły                      | Katowice                   | Stadion Śląski Chorzów     | [ 105 ]                    | szczegóły                  |                                 |                                 |                                 |                                 |
| Myślenice                      | LKS Rudnik                     | [ 106 ]                        | szczegóły                      | Lubliniec                  | Orzeł Babienica/Psary      | [ 107 ]                    | szczegóły                  |                                 |                                 |                                 |                                 |
| Nowy Sącz                      | Grybovia Grybów                | [ 108 ]                        | szczegóły                      | Racibórz                   | Kolejarz Chałupki          | [ 109 ]                    | szczegóły                  |                                 |                                 |                                 |                                 |
| Nowy Sącz-Gorlice              | Olimpijczyk Racławice          | [ 110 ]                        | szczegóły                      | Rybnik I                   | MKS Czerwionka             | [ 111 ]                    | szczegóły                  |                                 |                                 |                                 |                                 |
| Olkusz                         | Strumyk Zarzecze               | [ 112 ]                        | szczegóły                      | Rybnik II                  | Start Mszana               | [ 113 ]                    | szczegóły                  |                                 |                                 |                                 |                                 |
| Oświęcim                       | LKS II Jawiszowice             | [ 114 ]                        | szczegóły                      | Skoczów                    | Cukrownik Chybie           | [ 115 ]                    | szczegóły                  |                                 |                                 |                                 |                                 |
| Podhale                        | KS Zakopane                    | [ 116 ]                        | szczegóły                      | Sosnowiec                  | Górnik Sosnowiec           | [ 117 ]                    | szczegóły                  |                                 |                                 |                                 |                                 |
| Tarnów I                       | Czarni Kobyle                  | [ 118 ]                        | szczegóły                      | Tychy                      | GTS Bojszowy               | [ 119 ]                    | szczegóły                  |                                 |                                 |                                 |                                 |
| Tarnów II                      | LKS Gnojnik                    | [ 120 ]                        | szczegóły                      | Zabrze                     | AP Team Gliwice            | [ 121 ]                    | szczegóły                  |                                 |                                 |                                 |                                 |
| Tarnów III                     | Ava Grądy                      | [ 122 ]                        | szczegóły                      | Żywiec                     | LKS Leśna                  | [ 123 ]                    | szczegóły                  |                                 |                                 |                                 |                                 |
| Tarnów IV                      | Dunajec Zbylitowska Góra       | [ 124 ]                        | szczegóły                      | Województwo świętokrzyskie | Województwo świętokrzyskie | Województwo świętokrzyskie | Województwo świętokrzyskie |                                 |                                 |                                 |                                 |
| Wadowice I                     | Halniak Maków Podhalański      | [ 125 ]                        | szczegóły                      | Kielce I                   | KKP Korona Kielce          | [ 126 ]                    | szczegóły                  |                                 |                                 |                                 |                                 |
| Wadowice II                    | Nadwiślanka Brzeźnica          | [ 127 ]                        | szczegóły                      | Kielce II                  | Unia Sędziszów             | [ 128 ]                    | szczegóły                  |                                 |                                 |                                 |                                 |
| Wieliczka                      | Iskra Zakrzów                  | [ 129 ]                        | szczegóły                      | Sandomierz                 | OKS Opatów                 | [ 130 ]                    | szczegóły                  |                                 |                                 |                                 |                                 |